# Parens occi
Parens occi là một loài bướm đêm thuộc họ Erebidae. Loài này có ở phần phía nam của vùng Viễn Đông Nga to central và miền đông Trung Quốc, Triều Tiên và Hàn Quốc và Jeju Island. Tại Nhật Bản, loài bướm này hiện diện ở Đảo Tsushima nằm trong eo biển Triều Tiên.
Con trưởng thành bay từ giữa tháng 7 to giữa tháng 8.
Sải cánh dài khoảng 10.5 mm. 